# John Wodehouse
Lord John Wodehouse, derde earl van Kimberley, (Witton, 11 november 1883 - Londen, 16 april 1941) was een Brits politicus en polospeler. Hij nam deel aan de Olympische Zomerspelen van 1908 in Londen en de Olympische Zomerspelen van 1920 in Antwerpen, waar hij tweemaal als lid van de Britse poloploeg respectievelijk een zilveren en een gouden medaille behaalde. Hij overleed in 1941 tijdens een Duits bombardement op Londen.

## Biografie
John Wodehouse nam deel aan de Olympische Zomerspelen van 1908 in zijn thuisland als lid van de Britse nationale poloploeg. Hij en zijn ploeg behaalden de zilveren medaille. In 1920 nam hij deel aan de Olympische Zomerspelen in Antwerpen, waar hij voor een tweede maal deel uitmaakte van het Britse nationale poloteam. Hij behaalde hierbij de gouden medaille.
Hij was tevens lid van het House of Commons en later ook van het House of Lords. Toen hij in 1941 een zeldzaam bezoek bracht aan Londen, kwam hij er om het leven tijdens een Duits blitzbombardement.

## Belangrijkste resultaten

### Olympische Zomerspelen
| Jaar | Plaats    | Discipline | Resultaat |
| ---- | --------- | ---------- | --------- |
| 1908 | Londen    | polo       | Zilver    |
| 1920 | Antwerpen | polo       | Goud      |

1900: Beresford, Daly, Keene, Mackey, Rawlinson ·
1908: C. Miller, G. Miller, Nickalls, Wilson ·
1920: Barrett, Lockett, Melvill, Wodehouse ·
1924: Kenny, Miles, Naylor, Nelson, Padilla
1936: Andrada, Cavanagh, Duggan, Gazzotti